# Oscar za najbolji strani film
Oscar za najbolji strani film (engl.:Best Foreign Language Film of the Year) je najviša nagrada Američke filmske akademije (AMPAS), koja se dodjeljuje svake godine, za film koji je snimljen na jeziku, koji nije engleski. Prvo dodjeljivanje bilo je 1957. godine, a do tada su se dodjeljivale počasne nagrade i specijalne nagrade za strane filmove. Dodjeljivan od 1948. do 1956. godine kao specijalna nagrada i tek 1957. godine, počinje njegova službena dodjela. Nominira se šest filmova od kojih se bira najbolji film. Nagrada se dodjeljuje filmu, a ne redatelju, koji preuzima nagradu i zastupa film na dodjeli Oscara. Nominirane filmove bira Akademija, od ukupno predloženih. Filmove za nominaciju predlažu filmske organizacije iz pojedinih država, tako da se broj predloženih filmova kreće oko trideset.

## Nagrade i nominacije

### Najviše nagrada
- 13 Oscara Italija

### Najviše nominacija
- 36 nominacija Francuska

### Najviše nominacija bez nagrade
- 10 nominacija bez nagrade Izrael

### Redatelj s najviše nagrade
- 4 Oscara Federico Fellini

### Redatelji s najviše nominacija
- 4 nominacije Federico Fellini, José Luis Garci, István Szabó

### Redatelji s najviše nominacija bez nagrade
- 4 nominacije Mario Monicelli, Ettore Scola i Andrzej Wajda

## Počasni Oscar za najbolji strani film (od 1948. do 1956.)

### 1940-e
| Godina | Dobitnik         | Originalni naziv | Režija           | Država    |
| ------ | ---------------- | ---------------- | ---------------- | --------- |
| 1948.  | Čistači cipela   | Sciuscià         | Vittorio De Sica | Italija   |
| 1949.  | Gospodin Vincent | Monsieur Vincent | Maurice Cloche   | Francuska |

### 1950-e
| Godina | Dobitnik           | Originalni naziv           | Režija             | Država            |
| ------ | ------------------ | -------------------------- | ------------------ | ----------------- |
| 1950.  | Kradljivci bicikla | Ladri di biciclette        | Vittorio De Sica   | Italija           |
| 1951.  | Zidovi Malapage    | Au-delà des grilles        | René Clément       | Francuska Italija |
| 1952.  | Rašomon            | 羅生門, Rashōmon           | Akira Kurosawa     | Japan             |
| 1953.  | Zabranjene igre    | Jeux interdits             | René Clément       | Francuska         |
| 1954.  | nije dodijeljen    |                            |                    |                   |
| 1955.  | Vrata pakla        | 地獄門, Jigokumon          | Teinosuke Kinugasa | Japan             |
| 1956.  | Samuraj            | 宮本武蔵, Miyamoto Musashi | Hiroshi Inagaki    | Japan             |

## Oscar za najbolji strani film (od 1957. godine)

### 1950-e
| Godina | Dobitnik (Originalni naziv)                   | Režija           | Nominacije |
| 1957.  | Ulica (La Strada) Italija                     | Federico Fellini | Burmanska harfa (ビルマの竪琴 Biruma no tategoto, Japan) – Režija: Kon Ichikawa Gervaise (Francuska) – Režija: René Clément Kapetan iz Köpenicka (SR Njemačka Der Hauptmann von Köpenick) – Režija: Helmut Käutner Qivitoq (Danska) – Režija: Erik Balling                      |
| 1958.  | Cabirijine noći (Le Notti di Cabiria) Italija | Federico Fellini | Majka Indija (भारत माता, Bharat Mata, Indija) – Režija: Mehboob Khan Ulica snova (Porte des Lilas, Francuska) – Režija: René Clair Noću, kad vrag dolazi (SR Njemačka Nachts, wenn der Teufel kam ) – Režija: Robert Siodmak Devet života (Ni liv, Norveška) – Režija: Arne Skouen |
| 1959.  | Moj ujak (Mon oncle) Francuska                | Jacques Tati     | Obično nepoznati lopovi (I soliti ignoti, Italija) – Režija: Mario Monicelli Junaci (SR Njemačka Helden) – Režija: Franz Peter Wirth Osveta (La venganza, Španjolska) – Režija: Juan Antonio Bardem Cesta duga godinu dana, Jugoslavija – Režija: Giuseppe De Santis            |
| 1960.  | Crni Orfej (Orfeu Negro) Francuska            | Marcel Camus     | Most (SR Njemačka Die Brücke) – Režija: Bernhard Wicki Selo na rijeci (Dorp aan de rivier, Nizozemska) – Režija: Fons Rademakers Veliki rat (La Grande Guerra, Italija) – Režija: Mario Monicelli Paw (Paw, Danska) – Režija: Astrid Henning-Jensen                             |

### 1960-e
| Godina | Dobitnik (Originalni naziv)                                      | Režija               | Nominacije |
| 1961.  | Djevičanski izvor (Jungfrukällan) Švedska                        | Ingmar Bergman       | Kapo (Italija) – Režija: Gillo Pontecorvo Macario (Meksiko) – Režija: Roberto Gavaldón Deveti krug (Jugoslavija) – Režija: France Štiglic Istina (La Verité, Francuska) – Režija: Henri-Georges Clouzot |
| 1962.  | Kroz tamno ogledalo (Såsom i en spegel) Švedska                  | Ingmar Bergman       | (Ánimas Trujano) (Meksiko) – Režija: Ismael Rodríguez (Eien no hito) (永遠の人, Japan) – Režija: Keisuke Kinoshita Harry i sluga (Harry og kammertjeneren, Danska) – Režija: Bent Christensen Placido (Plácido, Španjolska) – Režija: Luis García Berlanga                                                            |
| 1963.  | Nedjelje sa Cybele (Les Dimanches de Ville d'Avray) Francuska    | Serge Bourguignon    | Elektra (Ηλέκτρα Ilektra, Grčka) – Režija: Michael Cacoyannis Dana riječ (O pagador de promessas, Brazil) – Režija: Anselmo Duart] Četiri dana u Napulju (Le quattro giornate di Napoli, Italija) – Režija: Nanni Loy Tlayucan (Tlayucan, Meksiko) – Režija: Luis Alcoriza                                            |
| 1964.  | 8½ (8½) Italija                                                  | Federico Fellini     | Koto (琴, Japan) – Režija: Noboru Nakamura Nož u vodi (Nóż w wodzie, Poljska) – Režija: Roman Polański Crvene svjetiljke (Τα κόκκινα φανάρια Ta Kokkina fanaria, Grčka) – Režija: Vassili Georgiadis Los Tarantos (Španjolska) – Režija: Francisco Rovira Beleta                                                      |
| 1965.  | Jučer, danas, sutra (Ieri, oggi, domani) Italija                 | Vittorio De Sica     | Žena na pijesku (砂の女 Suna no onna, Japan) – Režija: Hiroshi Teshigahara Gavranov svršetak (Kvarteret korpen, Švedska) – Režija: Bo Widerberg Cherbourgški kišobrani (Les parapluies de Cherbourg, Francuska) – Režija: Jacques Demy Sallah (סאלח שבתי Sallah Shabbati, Izrael) – Režija: Ephraim Kishon            |
| 1966.  | Trgovina na korzu (Obchod na korze) Čehoslovačka                 | Ján Kadár Elmar Klos | Krv na zemlji(Το χώμα βάφτηκε κόκκινο To Homa vaftike kokkino, Grčka) – Režija: Vassili Georgiadis Brak na talijanski način (Matrimonio all'italiana, Italija) – Režija: Vittorio De Sica Strašne priče (怪談 Kaidan, Japan) – Režija: Masaki Kobayashi Dragi John(Käre John, Švedska) – Režija: Lars-Magnus Lindgren |
| 1967.  | Jedan muškarac i jedna žena (Un homme et une femme) Francuska    | Claude Lelouch       | Ljubavi jedne plavuše (Lásky jedné plavovlásky, Čehoslovačka) – Režija: Miloš Forman Faraon (Faraon, Poljska) – Režija: Jerzy Kawalerowicz Bitka za Alžir (La battaglia di Algeri, Italija) – Režija: Gillo Pontecorvo Tri (Jugoslavija) – Režija: Aleksandar Petrović                                                |
| 1968.  | Strogo kontrolirani vlakovi (Ostře sledované vlaky) Čehoslovačka | Jiří Menzel          | Magična ljubav (El amor brujo, Španjolska) – Režija: Francisco Rovira Beleta Chieko-sho (智恵子抄, Japan) – Režija: Noboru Nakamura Skupljači perja (Jugoslavija) – Režija: Aleksandar Petrović Živjeti radi života (Lebe das Leben, Francuska) – Režija: Claude Lelouch                                              |
| 1969.  | Rat i mir (Война и мир) Sovjetski Savez                          | Sergej Bondarčuk     | Gori, moja gospođice (Hoří, má panenko, Čehoslovačka) – Režija Miloš Forman Ukradeni poljupci (Baisers volés, Francuska) – Režija: François Truffaut Dječaci Pavlove ulice (A Pál-utcai fiúk, Mađarska) – Režija: Zoltán Fábri Djevojka s pištoljem (La ragazza con la pistola, Italija) – Režija: Mario Monicelli    |
| 1970.  | Z Alžir                                                          | Costa-Gavras         | Adalen 31 (Ådalen '31, Švedska) – Režija: Bo Widerberg Braća Karamazovi (Братья Карамазовы, Sovjetski Savez) – Režija: Ivan Pirjev, Kiril Lavrov i Mihail Uljanov Moja noć kod Maud (Ma nuit chez Maud, Francuska) – Režija: Éric Rohmer Bitka na Neretvi, Jugoslavija – Režija: Veljko Bulajić                       |

### 1970-e
| Godina | Dobitnik (Originalni naziv)                                                                          | Režija              | Nominacije |
| 1971.  | Istraga nad besprijekornim građaninom (Indagin su un cittadino al di sopra di ogni sospetto) Italija | Elio Petri          | Prva ljubav (Švicarska) – Režija: Maximilian Schell Hoa-Binh (Francuska) – Režija: Raoul Coutard Paix sur les champs (Belgija) – Režija: Jacques Boigelot Tristana (Španjolska) – Režija: Luis Buñuel |
| 1972.  | Vrt Finzi Continijevih (Il Giardino dei Finzi-Contini) Italija                                       | Vittorio De Sica    | Iseljenici (Utvandrarna, Švedska) – Režija: Jan Troell Dodeskaden (どですかでん Dō desu ka den, Japan) – Režija: Akira Kurosawa Ha-Shoter Azulai (השוטר אזולאי, Izrael) – Režija: Ephraim Kishon Čajkovski (Чайковский, Sovjetski Savez) – Režija: Igor Talankin                                                        |
| 1973.  | Diskretni šarm buržoazije (Le Charme discret de la bourgeoisie) Francuska                            | Luis Buñuel         | Ani Ohev Otach Rosa (אני אוהב אותך רוזה, Izrael) – Režija:Moshé Mizrahi Jutra su tiha ovdje (А зори здесь тихие, Sovjetski Savez) – Režija: Stanislav Rostocki Moja draga señorita (Mi querida señorita, Španjolska) – Režija: Jaime de Armiñán Nova zemlja (Nybyggarna, Švedska) – Režija: Jan Troell                  |
| 1974.  | Američka noć (La Nuit américaine) Francuska                                                          | François Truffaut   | Pozivnica (L'Invitation, Švicarska) – Režija: Claude Goretta Pješak (SR Njemačka) – Režija: Maximilian Schell Kuća u ulici Chelouche (הבית ברחוב שלוש Ha-Bayit Berechov Chelouche, Izrael) – Režija: Moshé Mizrahi Tursko voće (Turks fruit, Nizozemska) – Režija: Paul Verhoeven                                       |
| 1975.  | Amarcord Italija                                                                                     | Federico Fellini    | Lacombe Lucien (Lacombe Lucien, Francuska) – Režija: Louis Malle Macskajáték (Mađarska) – Režija: Károly Makk Potop (Potop, Poljska) – Režija: Jerzy Hoffman Primirje (La tregua, Argentina) – Režija: Sergio Renán |
| 1976.  | Dersu Uzala (Дерсу Узала) Sovjetski Savez                                                            | Akira Kurosawa      | Actas de Marusia (Meksiko) – Režija: Miguel Littín Miris žene (Profumo di donna, Italija) – Režija: Dino Risi Obećana zemlja (Ziemia obiecana, Poljska) – Režija: Andrzej Wajda Sandakan, javna kuća br. 8 (サンダカン八番娼館 望郷 Sandakan hachibanshokan bohkyo, Japan) – Režija: Kei Kumai                          |
| 1977.  | Crno-bijelo u boji (Noirs et blancs en couleur) Obala Bjelokosti                                     | Jean-Jacques Annaud | Rođak rođakinja (Cousin, cousine, Francuska) – Režija: Jean-Charles Tacchella Lažljivac Jakob (Demokratska Republika Njemačka) – Režija: Frank Beyer Noći i dani (Noce i dnie, Poljska) – Režija: Jerzy Antczak Pasqualino ljepotan (Pasqualino Settebellezze, Italija) – Režija: Lina Wertmüller                       |
| 1978.  | Madame Rosa (La Vie devant soi) Francuska                                                            | Moshé Mizrahi       | Izuzetan dan (Una Giornata particolare, Italija) – Režija: Ettore Scola Taj mračni predmet želje (Cet obscur objet du désir, Španjolska) – Režija: Luis Buñuel Ifigenija (Ιφιγένεια Ifigeneia, Grčka) – Režija: Michael Cacoyannis Operacija Thunderbolt (מבצע יונתן Mivtsa Yonatan, Izrael) – Režija: Menahem Golan    |
| 1979.  | Pripremite maramice (Préparez vos mouchoirs) Francuska                                               | Bertrand Blier      | Staklena ćelija (Die gläserne Zelle) (SR Njemačka) – Režija: Hans W. Geißendörfer Mađari (Magyarok, Mađarska) – Režija: Zoltán Fábri Viva Italia (I nuovi mostri, Italija) – Režija: Mario Monicelli, Dino Risi i Ettore Scola Bijeli Bim Crno uho (Белый Бим Чёрное ухо, Sovjetski Savez) – Režija: Stanislav Rostocki |
| 1980.  | Limeni bubanj SR Njemačka                                                                            | Volker Schlöndorff  | Sasvim obična priča (Une histoire simple, Francuska) – Režija: Claude Sautet Gospođica iz Wilka (Panny z Wilka, Poljska) – Režija: Andrzej Wajda Mama navršava sto godina (Mamá cumple cien años, Španjolska) – Režija: Carlos Saura Zaboraviti Veneciju (Dementicare Venezia, Italija) – Režija: Franco Brusati        |

### 1980-e
| Godina | Dobitnik (Originalni naziv)                                       | Režija             | Nominacije |
| 1981.  | Moskva suzama ne vjeruje (Москва слезам не верит) Sovjetski Savez | Vladimir Menšov    | Kagemusha (影武者 Kagemusha, Japan) – Režija: Akira Kurosawa Posljednji metro (Le Dernier métro, Francuska) – Režija: François Truffaut Gnijezdo (El nido, Španjolska) – Režija: Jaime de Armiñá Povjerenje (Bizalom, Mađarska) – Režija: István Szabó                                                  |
| 1982.  | Mefisto Mađarska                                                  | István Szabó       | Čamac je pun (Švicarska) – Režija: Markus Imhoof Tri brata (Tre fratelli, Italija) – Režija: Francesco Rosi Čovjek od željeza (Człowiek z żelaza, Poljska) – Režija: Andrzej Wajda Muddy River (泥の河 Doro no kawa, Japan) – Režija: Kōhei Oguri                                                       |
| 1983.  | Povratak na početak (Volver a empezar) Španjolska                 | José Luis Garci    | Alsino i kondor (Alsino y el cóndor, Nikaragva) – Režija: Miguel Littin Orlov let (Ingenjör Andrées luftfärd, Švedska) – Režija: Jan Troell Privatni život (Частная жизнь, Sovjetski Savez) – Režija: Juli Raisman Veliko čišćenje (Coup de Torchon, Francuska) – Režija: Bertrand Tavernier            |
| 1984.  | Fanny i Alexander (Fanny och Alexander) Švedska                   | Ingmar Bergman     | Bal (Le Bal, Alžir) – Režija: Ettore Scola Carmen (Španjolska) – Režija: Carlos Saura Entre Nous (Coup de foudre, Francuska) – Režija: Diane Kurys Hiobsov revolt (Jób lázadása, Mađarska) – Režija: Imre Gyöngyössy i Barna Kabay                                                                      |
| 1985.  | Opasni potezi (La Diagonale du fou) Švicarska                     | Richard Dembo      | Camila (Camila, Argentina) – Režija: María Luisa Bemberg Ratna romansa (Военно-полевой роман, Sovjetski Savez) – Režija: Pjotr Todorovski Iza zidova (מאחורי הסורגים Me'Ahorei Hasoragim, Izrael) – Režija: Double Feature Sesión continua (Španjolska) – Režija: José Luis Garci                       |
| 1986.  | Zvanična verzija (La historia oficial) Argentina                  | Luis Puenzo        | Gorka žetva (Bittere Ernte, SR Njemačka) – Režija: Agnieszka Holland Tri muškarca i kolijevka (Trois hommes et un couffin, Francuska) – Režija: Coline Serreau Pukovnik Redl (Redl ezredes, Mađarska) – Režija: István Szabó Otac na službenom putu, Jugoslavija – Režija: Emir Kusturica               |
| 1987.  | Napad (De Aanslag) Nizozemska                                     | Fons Rademakers    | 38 – Auch das war Wien (Austrija) – Režija: Wolfgang Glück Betty Blue (37º2 le matin, Francuska) – Režija: Jean-Jacques Beineix Selo moje malo (Vesničko má středisková, Čehoslovačka) – Režija: Jiří Menzel Propast američkog carstva (Le Déclin de l'empire américain, Kanada) – Režija: Denys Arcand |
| 1988.  | Babettina gozba (Babettes gæstebud) Danska                        | Gabriel Axel       | Predmet odobren (Asignatura aprobada, Španjolska) – Režija: José Luis Garci Doviđenja djeco (Au revoir les enfants, Francuska) – Režija: Louis Malle Obitelj(La famiglia, Italija) – Režija: Ettore Scola Vodič (Ofelas, Norveška) – Režija: Nils Gaup                                                  |
| 1989.  | Pelle osvajač (Pelle erobreren) Danska                            | Bille August       | Žene na rubu živčanog sloma (Mujeres al borde de un ataque de nervios, Španjolska) – Režija: Pedro Almodóvar Prorok (Profeta, Mađarska) – Režija: István Szabó Učitelj glazbe (Le maître de musique, Belgija) – Režija: Gérard Corbiau Salaam Bombay! (सलाम बॉम्बे, Indien) – Režija: Mira Nair             |
| 1990.  | Cinema Paradiso (Nuovo Cinema Paradiso) Italija                   | Giuseppe Tornatore | Camille Claudel (Francuska) – Režija: Bruno Nuytten Što se desilo Santiagu (Lo que le pasó a Santiago, Puerto Rico) – Režija: Jacobo Morales Isus iz Montreala (Jésus de Montréal, Kanada) – Režija: Denys Arcand Plešući s Regitze(Dansen med Regitze, Danska) – Režija: Kaspar Rostrup                |

### 1990-e
| Godina | Dobitnik (Originalni naziv)                        | Režija              | Nominacije |
| 1991.  | Putovanje puno nade (Reise der Hoffnung) Švicarska | Xavier Koller       | Cyrano de Bergerac (Cyrano de Bergerac, Francuska) – Režija: Jean-Paul Rappeneau Judou (菊豆 Ju Dou, Hong Kong) – Režija: Zhang Yimou Otvorena vrata (Porte aperte, Italija) – Režija: Gianni Ameli] Užasna djevojka (Das schreckliche Mädchen,SR Njemačka) – Režija: Michael Verhoeven                                                                    |
| 1992.  | Mediterraneo Italija                               | Gabriele Salvatores | Djeca prirode (Börn náttúrunnar, Island) – Režija: Friðrik Þór Friðriksson Bik (Oxen, Švedska) – Režija: Sven Nykvist Podignite crvenu svjetiljku (大紅燈籠高高掛, Da hong deng long gao gao gua, Hong Kong) – Režija: Zhang Yimou Pučka škola (Obecná škola, Čehoslovačka) – Režija: Jan Svěrák                                                           |
| 1993.  | Indokina Francuska                                 | Régis Wargnier      | Daens (Belgija) – Režija: Stijn Coninx Mjesto u svijetu (Un Lugar en el mundo, Uruguaj) – Režija: Adolfo Aristarain Schtonk! (Njemačka) – Režija: Helmut Dietl Urga (Sovjetski Savez) – Režija: Nikita Mihalkov |
| 1994.  | Zlatna vremena (Belle epoque) Španjolska           | Fernando Trueba     | Miris zelenih papaya (Mùi đu đủ xanh, Vietnam) – Režija: Trần Anh Hùng Hedd Wyn (Ujedinjeno Kraljevstvo) – Režija: Paul Turner Svadbeno slavlje (The Wedding Banquet, 喜宴 Xǐyàn, Taiwan) – Režija: Ang Lee Zbogom moja konkubino (Farewell My Concubine, 霸王別姬 Bàwáng Bié Jī, Hongkong) – Režija: Chen Kaige                                           |
| 1995.  | Ispijeni suncem (Утомлённые солнцем) Rusija        | Nikita Mihalkov     | Pijte i jedite ljudi (飲食男女 yǐn shí nán nǚ, Taiwan) – Režija: Ang Lee Jagoda i čokolada (Fresa y chocolate, Kuba) – Režija: Tomás Gutiérrez Alea Farinelli (Italija/Belgija/Francuska) – Režija: Gérard Corbiau Prije kiše (Pred dozhdot, Makedonija) – Režija: Milčo Mančevski                                                                         |
| 1996.  | (Antonia) Nizozemska                               | Marleen Gorris      | Miris života (Poussières de vie, Alžir) – Režija: Rachid Bouchareb Čovjek sa zvijezda (L'uomo delle stelle, Italija) – Režija: Giuseppe Tornatore (O Quatrilho, Brazil) – Režija: Fábio Barreto Želja i velika ljepota (Lust och fägring stor, Švedska) – Režija: Bo Widerberg                                                                             |
| 1997.  | Kolja Češka                                        | Jan Svěrák          | Zaljubljeni kuhar (შეყვარებული კულინარის 1001 რეცეპტი Shekvarebuli kulinaris ataserti retsepti, Gruzija) – Režija: Nana Dschordschads Zatočenik Kavkaza (Кавказский пленник, Rusija) – Režija: Sergej Vladimirovič Bodrov Ridicule (Ridicule, Francuska) – Režija: Latrice Leconte Druga strana nedjelje (Søndagsengler, Norveška) – Režija: Berit Nesheim |
| 1998.  | Karakter Nizozemska                                | Mike van Diem       | Lopov (Вор, Rusija) – Režija: Pavel Grigorjevič Čuhrai Tajne srca (Secretos del corazón, Španjolska) – Režija: Montxo Armendáriz Onkraj tišine (Jenseits der Stille, Njemačka) – Režija: Caroline Link Četiri dana u rujnu (O Que É Isso, Companheiro?, Brazil) – Režija: Bruno Barreto                                                                    |
| 1999.  | Život je lijep (La vita è bella) Italija           | Roberto Benigni     | Djed(El abuelo) (Španjolska) – Režija: José Luis Garci Glavni kolodvor (Central do Brasil, Brazil) – Režija: Walter Salles Djeca raja (بچه های آسمان Bacheha-Ye aseman, Iran) – Režija: Majid Majidi Tango (Argentina) – Režija: Carlos Saura |
| 2000.  | Sve o mojoj majci (Todo sobre mi madre) Španjolska | Pedro Almodóvar     | Istok zapad (Est-Ouest, Francuska) – Režija: Régis Wargnier Pod suncem (Under solen, Švedska) – Režija: Colin Nutley Himalaja, djetinjstvo jednog poglavice (Himalaya – l'enfance d'un chef, Nepal) – Režija: Eric Valli Solomon i Gaenor (Solomon a Gaenor, Ujedinjeno Kraljevstvo) – Režija: Paul Morrison                                               |

### 2000-e
| Godina | Dobitnik (Originalni naziv)                               | Režija                           | Nominacije |
| 2001.  | Tigar i zmaj (臥虎藏龍 Wo hu cang long) Taiwan            | Ang Lee                          | Pasja ljubav (Amores perros, Meksiko) – Režija: Alejandro González Iñárritu Sve za slavu (Iedereen beroemd, Belgija) – Režija: Dominique Deruddere Ukus drugih (Le Goût des autres, Francuska) – Režija: Agnès Jaoui Moramo si pomagati (Musíme si pomáhat, Češka) – Režija: Jan Hřebejk                    |
| 2002.  | Ničija zemlja (No Man’s Land) Bosna i Hercegovina         | Danis Tanović                    | Elling (Norveška) – Režija: Petter Næss Amélie (Le Fabuleux destin d'Amélie Poulain, Francuska) – Režija: Jean-Pierre Jeunet Porez: Bilo jednom u Indiji (लगान, Indija) – Režija: Ashutosh Gowarike] Mladenkin sin (El Hijo de la novia, Argentina) – Režija: Juan José Campanella                           |
| 2003.  | Nigdje u Africi (Nirgendwo in Afrika) Njemačka            | Caroline Link                    | Zus & Zo (Zus & zo, Nizozemska – Režija: Paula van der Oest Heroj (英雄 Ying xiong, Kina) – Režija: Zhang Yimou Čovjek bez prošlosti (Mies vailla menneisyyttä, Finska) – Režija: Aki Kaurismäki Amarov zločin (El crimen del padre Amaro, Meksiko) – Režija: Carlos Carrera                                |
| 2004.  | Barbarske invazije (Les invasions barbares) Kanada        | Denys Arcand                     | Zlo (Ondskan, Švedska) – Režija: Mikael Håfström Sumrak samuraja (たそがれ清兵衛 Tasogare Seibei, Japan) – Režija: Yōji Yamad] Želary (Želary, Češka) – Režija: Ondrej Troja Blizanke (De Tweeling, Nizozemska) – Režija: Ben Sombogaart                                                                    |
| 2005.  | Život je more (Mar adentro) Španjolska                    | Alejandro Amenábar               | Zboraši (Les Choristes, Francuska) – Režija: Christophe Barratier Hitler: Konačni pad (Der Untergang Njemačka) – Režija: Oliver Hirschbiegel Kao na nebu (Så som i himmelen, Švedska) – Režija: Kay Pollak Jučer (Južnoafrička Republika) – Režija: Darrell Roodt                                           |
| 2006.  | Tsotsi Južnoafrička Republika                             | Gavin Hood                       | Nemoj nikomu reći (La bestia nel cuore, Italija) – Režija: Cristina Comencini Sretan Božić (Joyeux Noël, Francuska) – Režija: Christian Carion Sada raj ((arap.), Palestina) – Režija: Hany Abu-Assad Sophie Scholl – Posljednji dani (Sophie Scholl – Die letzten Tage, Njemačka) – Režija: Marc Rothemund |
| 2007.  | Život drugih (Das Leben der Anderen) Njemačka             | Florian Henckel von Donnersmarck | Nakon vjenčanja (Efter brylluppet, Danska) – Režija: Susanne Bier Panov labirint (El Laberinto del Fauno, Meksiko) – Režija: Guillermo del Toro Dani slave (Indigènes, Alžir) – Režija: Rachid Bouchareb Otac (वाटर, Kanada) – Režija: Deepa Mehta                                                           |
| 2008.  | Krivotvoritelji (Die Fälscher) Austrija                   | Stefan Ružowitzky                | 12 (Rusija) – Režija: Nikita Mihalkov Beaufort (בופור, Izrael) – Režija: Joseph Cedar Katyń (Poljska) – Režija: Andrzej Wajda Mongol (Mongol, Kazahstan) – Režija: Sergej Vladimirovič Bodrov |
| 2009.  | Odlasci (Okuribito, おくりびと) Japan                     | Yōjirō Takita                    | Kompleks Baader Meinhof (Der Baader Meinhof Komplex) (Njemačka) – Režija: Uli Edel Razred (Entre les murs, Francuska) – Režija: Laurent Cantet Revanš (Revanche, Austrija) – Režija: Götz Spielman] Valcer s Bashirom (ואלס עם באשיר Vals Im Bashir, Izrael) – Režija: Ari Folman                           |
| 2010.  | Tajna u njihovim očima (El secreto de sus ojos) Argentina | Juan José Campanella             | Ajami (Izrael) – Režija: Scandar Copti i Yaron Shani Bijela vrpca (Das weiße Band – Eine deutsche Kindergeschichte) (Njemačka) – Režija: Michael Haneke Prorok (Un prophète, Frankreich) – Režija: Jacques Audiard Mlijeko tuge (La teta asustada, Peru) – Režija: Claudia Llosa                            |

### 2010-e
| Godina | Dobitnik (Originalni naziv)                                                 | Režija            | Nominacije |
| 2011.  | U boljem svijetu (Hævnen) Danska                                            | Susanne Bier      | Biutiful (Meksiko) – Režija: Alejandro González Iñárritu Očnjak (Κυνόδοντας Kynodontas, Grčka) – Režija: Giorgos Lanthimos Naša majka (Incendies, Kanada) – Režija: Denis Villeneuve Hors-la-loi (Alžir) – Režija: Rachid Bouchareb                           |
| 2012.  | Nader i Simin se rastaju (جدایی نادر از سیمین Jodaeiye Nader az Simin) Iran | Asghar Farhadi    | Bikova glava (Rundskop, Belgija) – Režija: Michael R. Roskam Hearat Shulayim (הערת שוליים, Israel) – Režija: Joseph Cedar U mraku (W ciemności, Poljska) – Režija: Agnieszka Holland Gospodin Lazhar ("Monsieur Lazhar", Kanada) – Režija: Philippe Falardeau |
| 2013.  | Ljubav (Amour) Austrija                                                     | Michael Haneke    | Kon-Tiki (Norveška) – Režija: Joachim Rønning i Espen Sandberg No (Čile) – Režija: Pablo Larraín Kraljevska afera (En kongelig affære, Dänemark) –Režija: Nikolaj Arcel Buntovnica (War Witch, Kanada) – Režija: Kim Nguyen                                   |
| 2014.  | Velika ljepota (La grande bellezza) Italija                                 | Paolo Sorrentino  | The Broken Circle Breakdown (Belgija) – Režija: Felix Van Groeningen Jagten (Danska) – Režija: Thomas Vinterberg L'image manquante (Kambodža) – Režija: Rithy Panh Omar (Palestina) – Režija: Hany Abu-Assad                                                  |
| 2015.  | Ida (Ida) Poljska                                                           | Paweł Pawlikowski | Levijatan (Rusija) – Režija: Andrej Zvjagincev Mandariinid (Estonija) – Režija: Zaza Urushadze Relatos Salvajes (Argentina) – Režija: Damián Szifrón Timbuktu (Mauritanija) – Režija: Abderrahmane Sissako                                                    |
| 2016.  | Saulov sin (Saul fia) Mađarska                                              | László Nemes      | El abrazo de la serpiente (Kolumbija) – Režija: Ciro Guerra Mustang (Francuska) – Režija: Deniz Gamze Ergüven Theeb (Jordan) – Režija: Naji Abu Nowar Krigen (Danska) – Režija: Tobias Lindholm                                                               |
| 2017.  | Trgovački putnik (Forušande) Iran                                           | Asgar Farhadi     | Under sandet (Danska) – Režija: Martin Zandvliet En man som heter Ove (Švedska) – Režija: Hannes Holm Tanna (Australija) – Režija: Martin Butler, Bentley Dean Toni Erdmann (Njemačka) – Režija: Maren Ade                                                    |
| 2018.  | Roma (Roma) Meksiko                                                         | Alfonso Cuarón    | Capernaum (Libanon) – Režija: Nadine Labaki Zimna wojna (Poljska) – Režija: Paweł Pawlikowski Werk ohne Autor (Njemačka) – Režija: Florian Henckel von Donnersmarck Shoplifters (Japan) – Režija: Hirokazu Kore-eda                                           |
| 2019.  | Parazit (기생충 ) Južna Koreja                                              | Bong Joon-ho      | Corpus Christi (Poljska) – Režija: Jan Komasa Medena zemlja (Sjeverna Makedonija) – Režija: Tamara Kotevska i Ljubomir Stefanov Les Misérables (Francuska) – Režija: Ladj Ly Pain and Glory (Španjolska) – Režija: Pedro Almodóvar                            |
| 2020.  | Još jedna runda (Još jedna runda) Danska                                    | Thomas Vinterberg | Better Days (Hong Kong) – Režija: Derek Tsang Collective (Rumunjska) – Režija: Alexander Nanau The Man Who Sold His Skin (Tunis) – Režija: Kaouther Ben Hania Quo Vadis, Aida? (Bosna i Hercegovina) – Režija: Jasmila Žbanić                                 |

### 2020-e
| Godina | Dobitnik (Originalni naziv)                                 | Režija            | Nominacije |
| 2021.  | Drive My Car (ドライブ・マイ・カー ) Japan                  | Ryusuke Hamaguchi | Flee (Danska) – Režija: Jonas Poher Rasmussen The Hand of God (Italija) – Režija: Paolo Sorrentino Lunana: A Yak in the Classroom (Butan) – Režija: Pawo Choyning Dorji The Worst Person in the World (Norveška) – Režija: Joachim Trier |
| 2022.  | Na Zapadu ništa novo (Im Westen nichts Neues) Njemačka      | Edward Berger     | Argentina, 1985 (Argentina) – Režija: Santiago Mitre Close (Belgija) – Režija: Lukas Dhont EO (Poljska) – Režija: Jerzy Skolimowski The Quiet Girl (Irska) – Režija: Colm Bairéad                                                        |
| 2023.  | Zona interesa (The Zone of Interest) Ujedinjeno Kraljevstvo | Jonathan Glazer   | Io Capitano (Italija) – Režija: Matteo Garrone Perfect Days (Japan) – Režija: Wim Wenders Society of the Snow (Španjolska) – Režija: J.A. Bayona The Teachers' Lounge (Njemačka) – Režija: İlker Çatak                                   |

## Vanjske poveznice
- Oscars.org (Službena stranica Akademije)
- Oscar.com (Službena promotivna stranica dodjele)
- Akademijina baza podataka  Arhivirana inačica izvorne stranice od 13. rujna 2008. (Wayback Machine) (službena stranica)